# Sant Andreu de Samalús
Sant Andreu de Samalús és l'església romànica parroquial del poble de Samalús, pertanyent al terme municipal de Cànoves i Samalús, al Vallès Oriental. És una obra inclosa a l'Inventari del Patrimoni Arquitectònic de Catalunya. Està situada en el petit nucli de Samalús, al costat de migdia de la carretera BP-5107, a migdia del Castell d'en Bori, a ponent de la capella de la Mare de Déu de la Salut. Se suposa que fou construïda a la segona meitat del segle xi, possiblement sobre les restes d'una esglesiola primitiva.

## Descripció
És una església d'una sola nau amb absis rodó i capelles laterals. Està coberta per volta de canó seguit i encapçalada amb un absis semicircular cobert amb volta de quart d'esfera. A la banda de l'esquerra té dues capelles cobertes amb voltes ogivals i en les claus de volta es representa la Verge del Roser i Sant Francesc Xavier. A la dreta hi ha una capella que se situa sota el campanar. Té una portada rectangular i al seu damunt una fornícula d'arc conopial i una finestra d'ull de bou. A l'absis hi ha tres finestres de doble esqueixada, centrades exteriorment entre bandes llombardes separades per quatre lesenes que divideixen les dues arcuacions de cada tram. L'absis va ser sobrealçat amb un aparell més regular, on es van obrir cinc espitlleres.
Del campanar primitiu es conserva la part baixa, el primer cos, rematat amb tres arcuacions llombardes a cada cara i amb una finestra central. El segon cos del campanar també és romànic. I el tercer cos, més modern, possiblement del segle xvi, té un finestral amb un arc de mig punt a cada costat per a les campanes, i està acabat amb merlets i gàrgoles.

## Història
La parròquia de Sant Andreu de Samalús se cita per primera vegada l'any 1060, formant part d'un feu que el bisbe de Barcelona, Guislabert (1034-1062), cedí a Guilia i als seus fills. L'any 1218 apareix esmentada en una donació. Segurament, l'església romànica de Sant Andreu fou construïda a la segona meitat del segle xi, possiblement sobre les restes d'una esglesiola primitiva. Als segles xvi i xvii es van fer importants ampliacions com la construcció de les capelles.